# 호접기 ~젊은 노부나가~
호접기 ~젊은 노부나가~(胡蝶綺 〜若ki信長〜, Kochōki Wakaki Nobunaga, Kochoki)는 스튜디오 딘이 제작하고 2019년 7월 8일부터 9월 23일까지 방영된 오리지널 애니메이션 TV 시리즈이다.

## 시놉시스
호접기: 젊은 노부나가는 오다 노부나가의 10대 시절부터 형 노부유키에 맞서 군벌로 활약했던 시절을 애니메이션으로 각색한 작품이다.

## 출시
이 시리즈는 2019년 3월 8일에 처음 발표되었다. 2019년 7월 8일 도쿄 MX에서 데뷔했다. 퍼니메이션은 이 시리즈의 라이선스를 취득하고 같은 해 7월 22일에 동시판을 방영했다.